# 2023年尹錫悅訪問烏克蘭
2023年7月25日，韓國總統尹錫悅在出席北約峰會並訪問立陶宛與波蘭之後，前往烏克蘭進行訪問。他走訪基輔郊區兩座在俄羅斯入侵烏克蘭期間飽受戰火影響的小城布查和伊爾平，並在當地的紀念碑前敬獻鮮花。

## 背景
韓國作為美國在亞洲的重要盟友，不僅積極加入對俄羅斯的國際制裁行動，還為烏克蘭提供了人道和財務上的支持。但是，韓國作為世界第九大武器出口國，依循其長期政策，未向處於衝突中的烏克蘭提供武器。
在中華人民共和國對俄羅斯的曖昧態度和區域地緣政治緊張的情況下，尹錫悅應邀參加在立陶宛舉辦的北約AP4峰會。此後，他訪問了波蘭，與波蘭總統安傑伊·杜達會晤，並表示堅定支持烏克蘭對抗俄羅斯。
所有七大工業國組織領導人都已經訪問過烏克蘭，並與烏克蘭總統弗拉基米爾·澤連斯基進行會談。尹錫悅之所以決定訪問烏克蘭，是因為他重視韓國作為全球關鍵國家在外交上的作用。

## 峰會
在峰會過後，尹錫悅在與澤連斯基共同舉行的新聞發布會上，宣佈增加對烏克蘭援助的計劃，但未涉及武器供應的話題。澤連斯基對尹錫悅自俄羅斯侵烏開始以來，在政治、安全、經濟和人道方面提供的顯著支持，以及對烏克蘭主權和領土完整的堅定支持表示感謝。

### 對烏克蘭的援助
尹錫悅宣佈，韓國在2023年將增加對烏克蘭的人道援助，從2022年的1億美元提升至1.5億美元。他進一步透露，韓國與烏克蘭已達成共識，將共同努力在戰後重建烏克蘭。此外，韓國與烏克蘭還計劃建立一個獎學金基金，旨在為烏克蘭學生提供更多的援助。

## 反應

### 美國
在2023年7月17日的記者會上，美國國務院發言人馬修·米勒表示：「我們對這次訪問表示歡迎，對總統（尹錫悅）所表達的支持也表示讚賞。我們始終認為，其他國家的領導人親自訪問烏克蘭，與澤連斯基總統及其政府官員會面，親眼見證俄羅斯對該國造成的毀滅性破壞，這一點至關重要。我們呼籲全世界的國家與我們站在一起，共同支援烏克蘭。」

## 另見
- 韓國—烏克蘭關係
- 2023年祖·拜登訪問烏克蘭
- 2023年岸田文雄訪問烏克蘭
- 2023年習近平訪問俄羅斯